# Apelle
Pour les articles homonymes, voir Apelle (homonymie) et Apelles.
Apelle, qui s'écrit aussi Apeles ou Apèles ou Apelles, en grec ancien Ἀπελλῆς, est un célèbre peintre grec qui a vécu au IVe siècle av. J.-C. Aucune de ses peintures, quoique louées par les Anciens, n'a été conservée.

## La vie et l'œuvre
On pense, en se fondant sur les écrits d'Ovide et de Pline l'Ancien, qu'il serait né à Cos en 352 av. J.-C. Il est à noter qu'il existe un autre Apelle, celui ci est originaire de Colophon. Les deux furent souvent confondus à la Renaissance. Paolo Moreno place sa date de naissance vers 380 av. J.-C.. La légende raconte que seul Apelle fut autorisé à faire le portrait d'Alexandre, dont il était le contemporain.
D'après Cicéron, personne n'osa terminer la Vénus qu'Apelle peignit pour les habitants de l'île de Cos et qu'il avait laissée inachevée en mourant : « La beauté du visage en effet ôtait l'espoir d'y égaler le reste du corps. »
Aucune de ses œuvres ne nous est parvenue, mais elles nous sont connues grâce aux témoignages antiques. Parmi elles, on peut citer la Vénus anadyomène et La Calomnie.

### La Calomnie

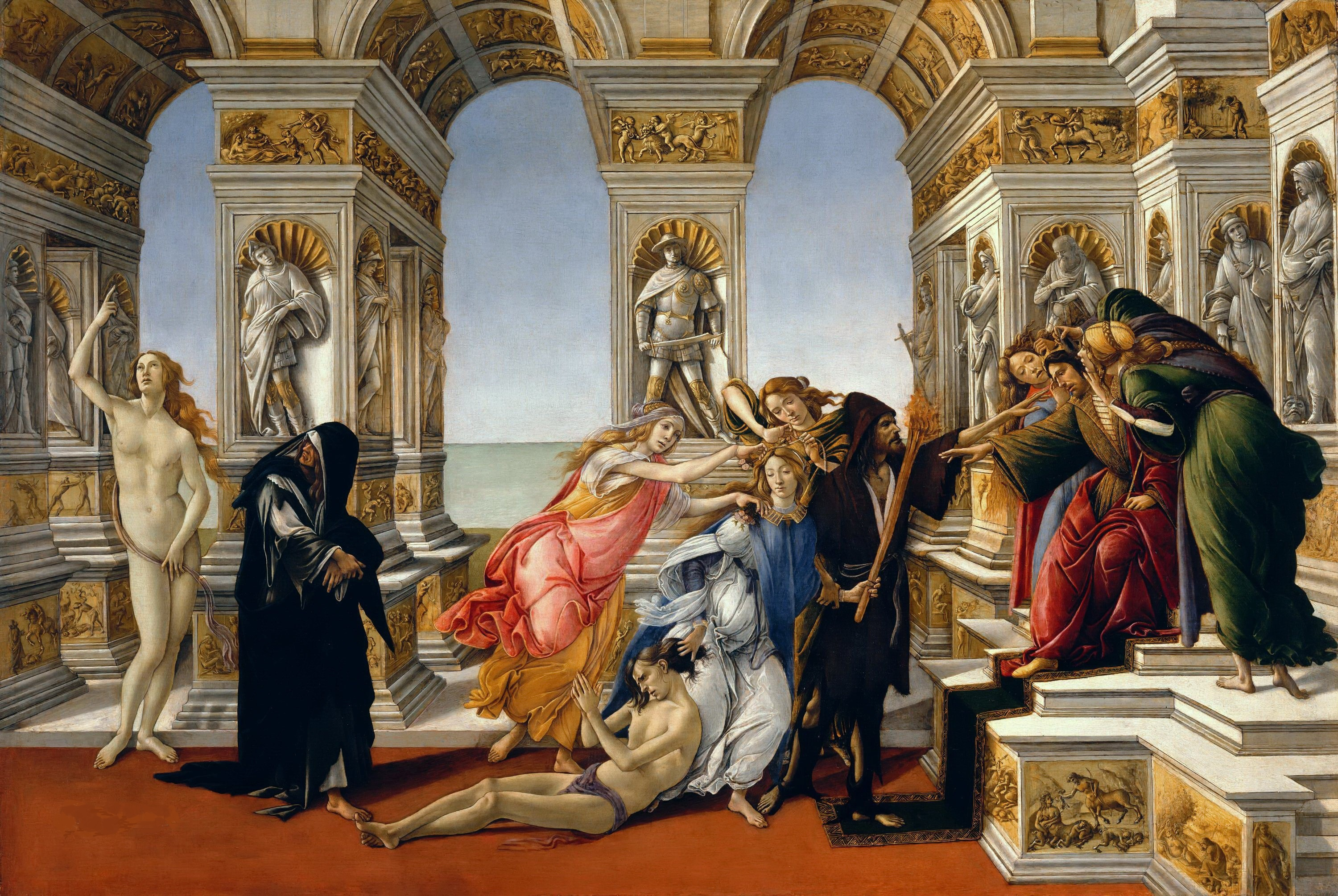
La Calomnie d'Apelle, tableau reconstitué par Botticelli en 1495.

La Calomnie est sans doute la plus célèbre de ses œuvres. Antiphile, un peintre concurrent, avait calomnié Apelle en place publique, l'accusant de trahison envers Ptolémée (ou Midas, selon les versions). Apelle fut mis en prison puis reconnu innocent. Le roi réduisit en esclavage le calomniateur et le remit à Apelle. Apelle peignit alors la première peinture allégorique, nommée La Calomnie, à partir de son vécu. Le thème de la Calomnie d'Apelle était né. Ce thème (important) influença d'autres artistes pendant des siècles, comme Botticelli et Albrecht Dürer qui ont tenté, chacun de leur côté, de restituer cette allégorie à partir des descriptions de Lucien de Samosate.

## Légendes
Plusieurs légendes courent au sujet de ce peintre. Élien narre une première anecdote à propos d'Alexandre. Apelle venait d'achever, à Éphèse, un portait équestre qu'Alexandre n'appréciait guère. Mais Bucéphale se mit à hennir à la vue du tableau, ce qui fit dire au peintre : « Ô roi, ton cheval semble se connaître en peinture beaucoup mieux que toi ». Pline l'Ancien raconte qu'Alexandre en voyant un portrait de sa concubine préférée, Campaspe, comprit qu'Apelle en était amoureux. Au lieu de se fâcher — on sait le caractère impétueux d'Alexandre — le roi offrit sa compagne au peintre. Alexandre appréciait tant Apelle et son art qu'il supporta d'autres vexations de la part de ce dernier. Apelle aurait par exemple fait comprendre à Alexandre qu'il parlait de peinture à tort et à travers en lui disant qu'il faisait rire jusqu'aux assistants qui préparaient ses couleurs.

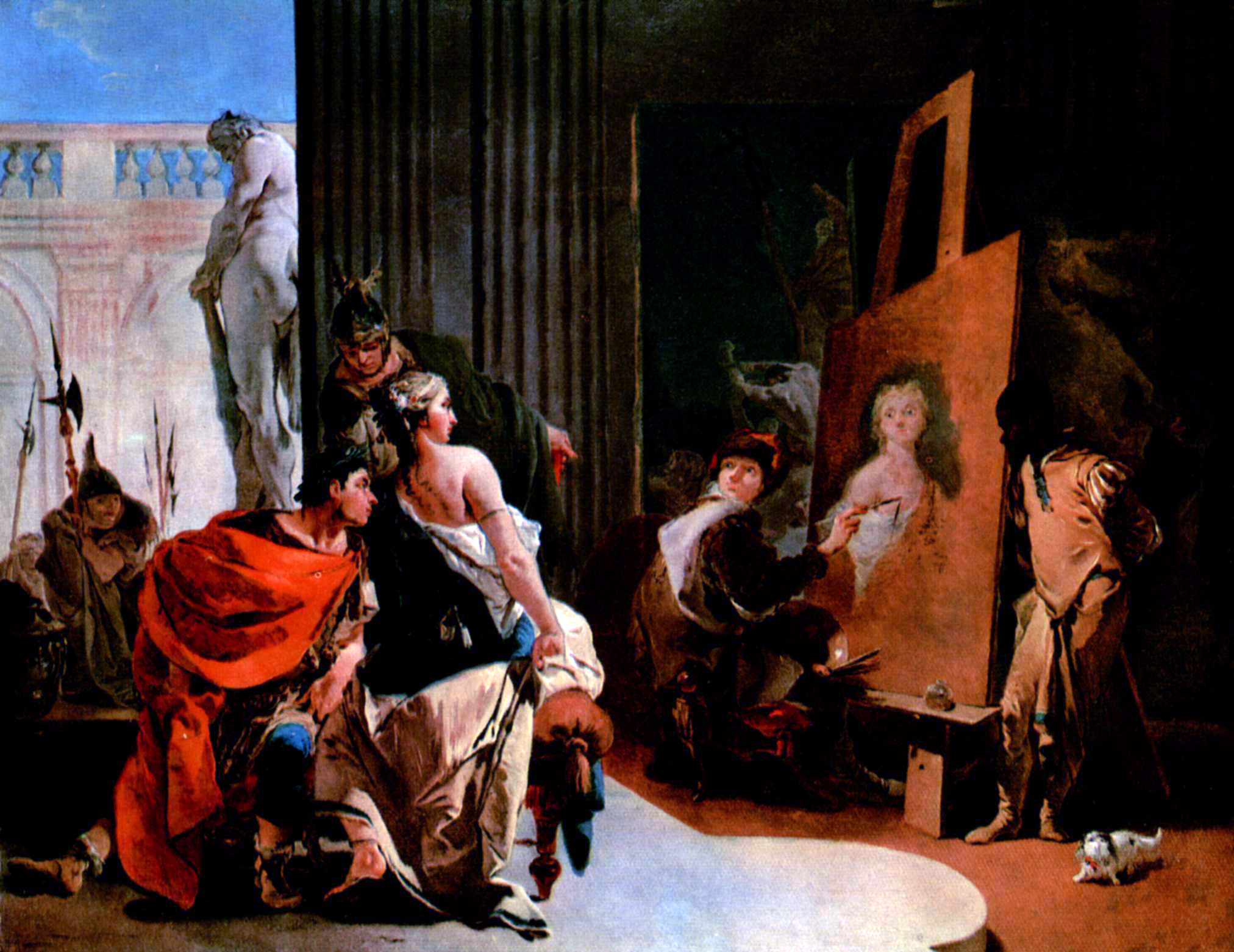
Alexandre le Grand visite l'artiste lorsqu'il peint Campaspe, Tiepolo, musée des beaux-arts de Montréal (1725-1726).
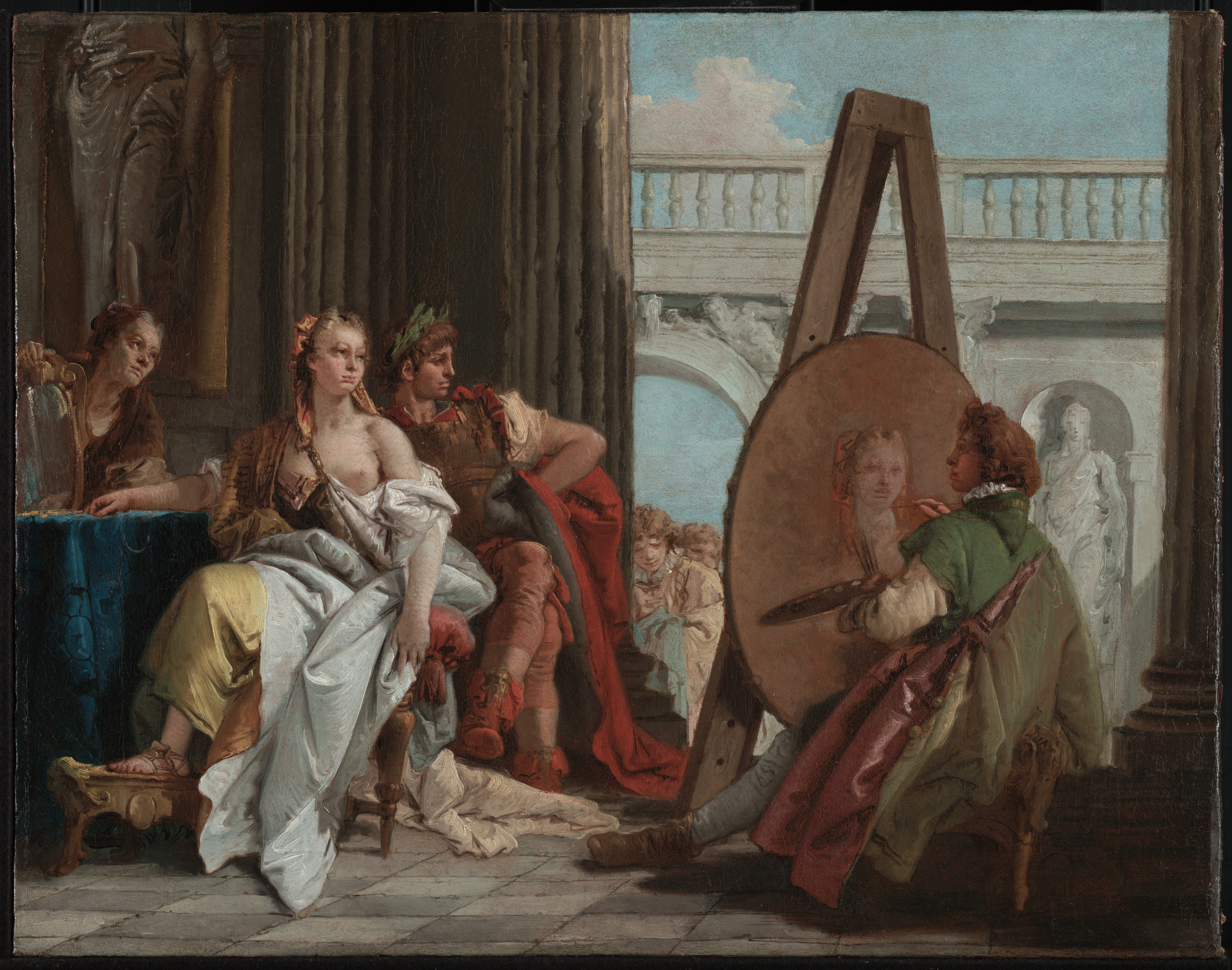
Alexandre et Campaspe chez le peintre Apelle Giambattista Tiepolo, v. 1740 Getty Center, Los Angeles[6].
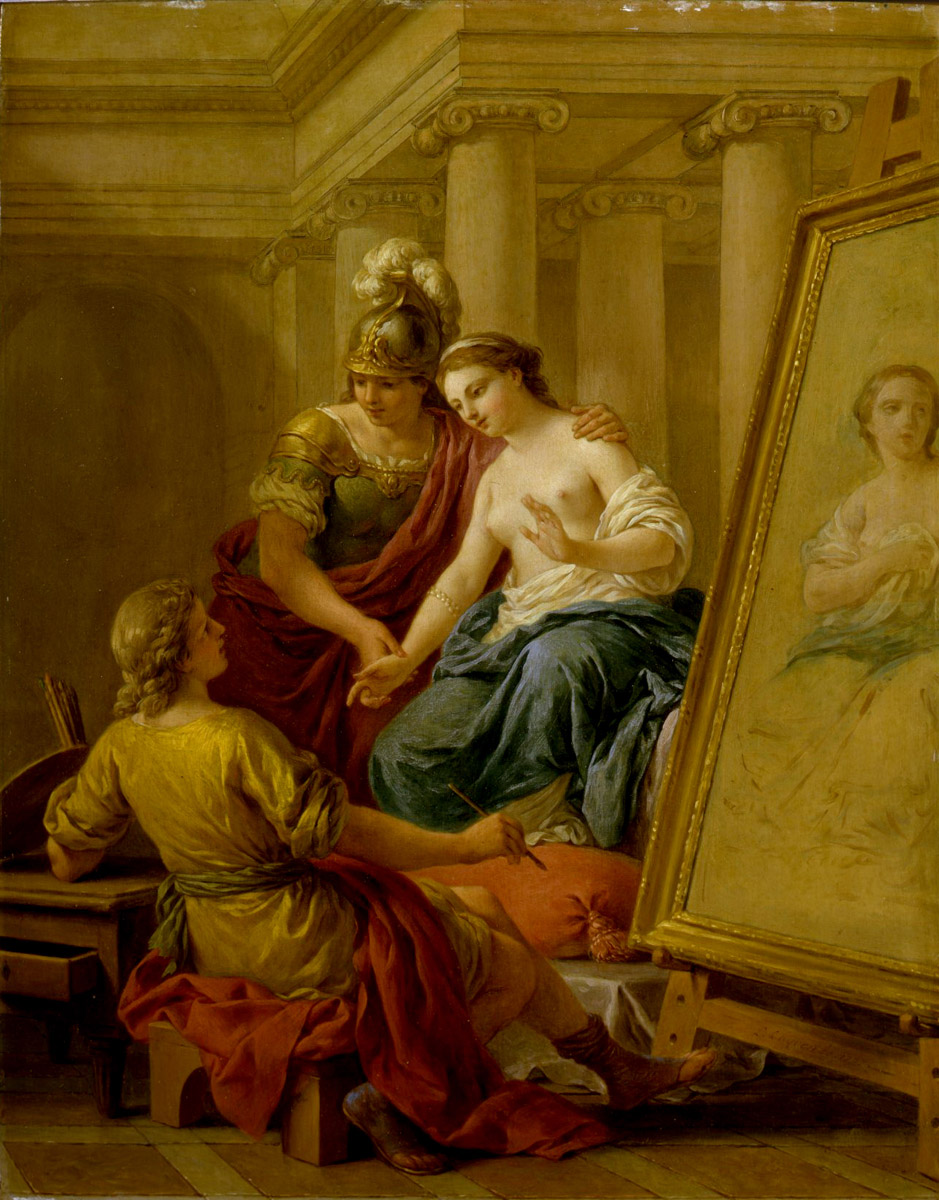
Apelle tombant amoureux de Campaspe, Louis Jean François Lagrenée (1772).
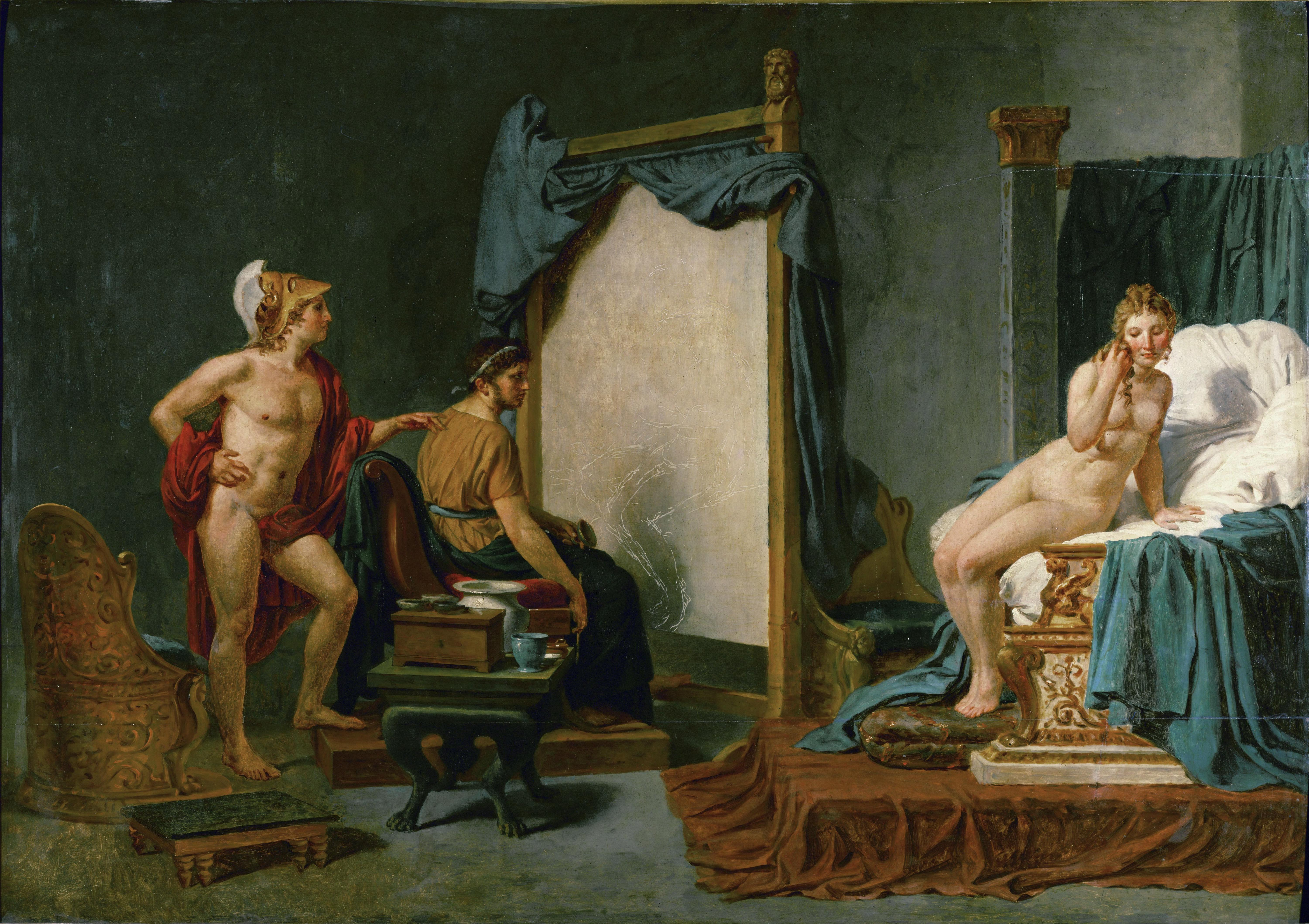
Apelle peignant Campaspe en présence d'Alexandre, Jacques-Louis David, palais des Beaux-Arts de Lille (vers 1812).
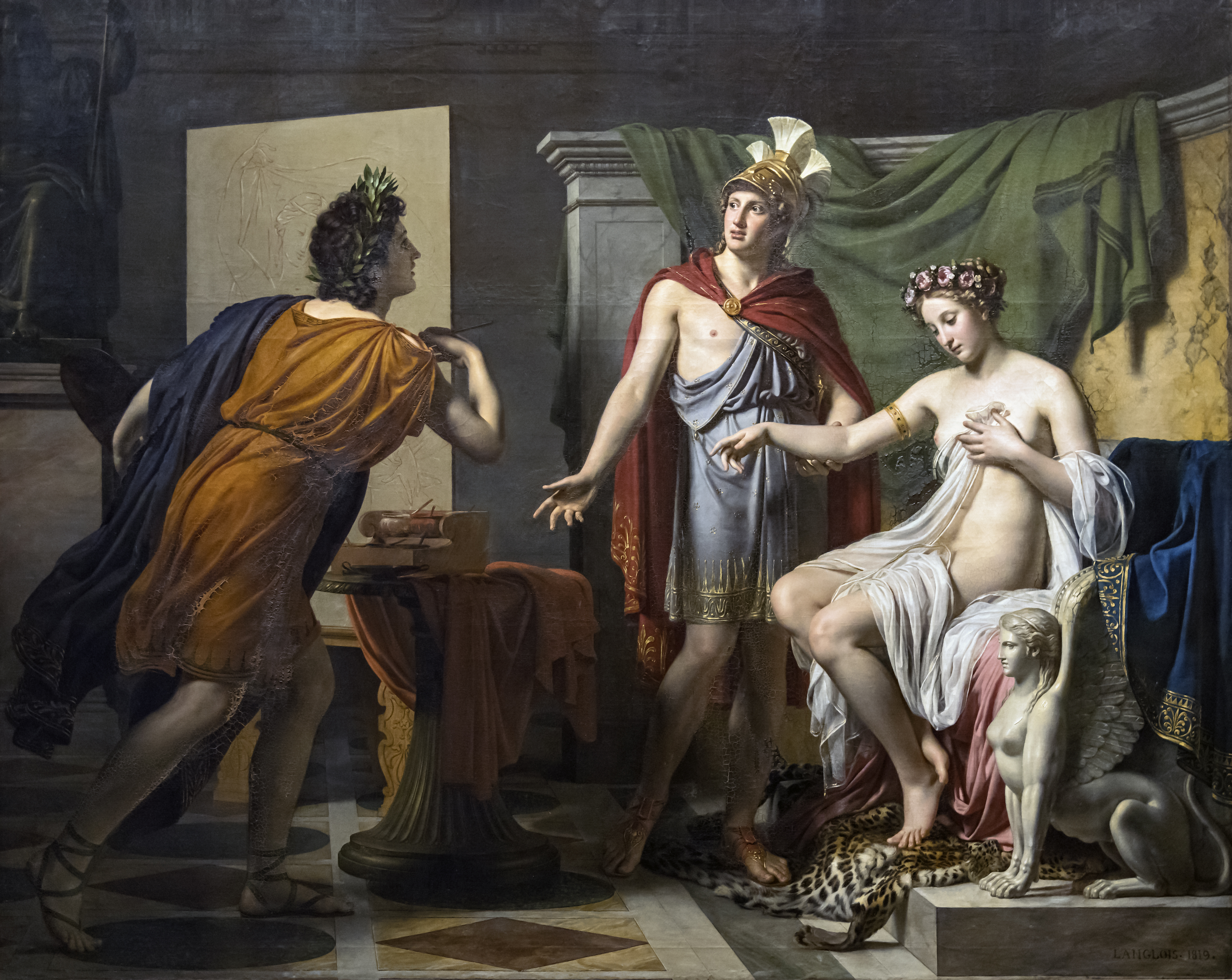
La Générosité d'Alexandre, Jérôme-Martin Langlois, musée des Augustins de Toulouse (1819).
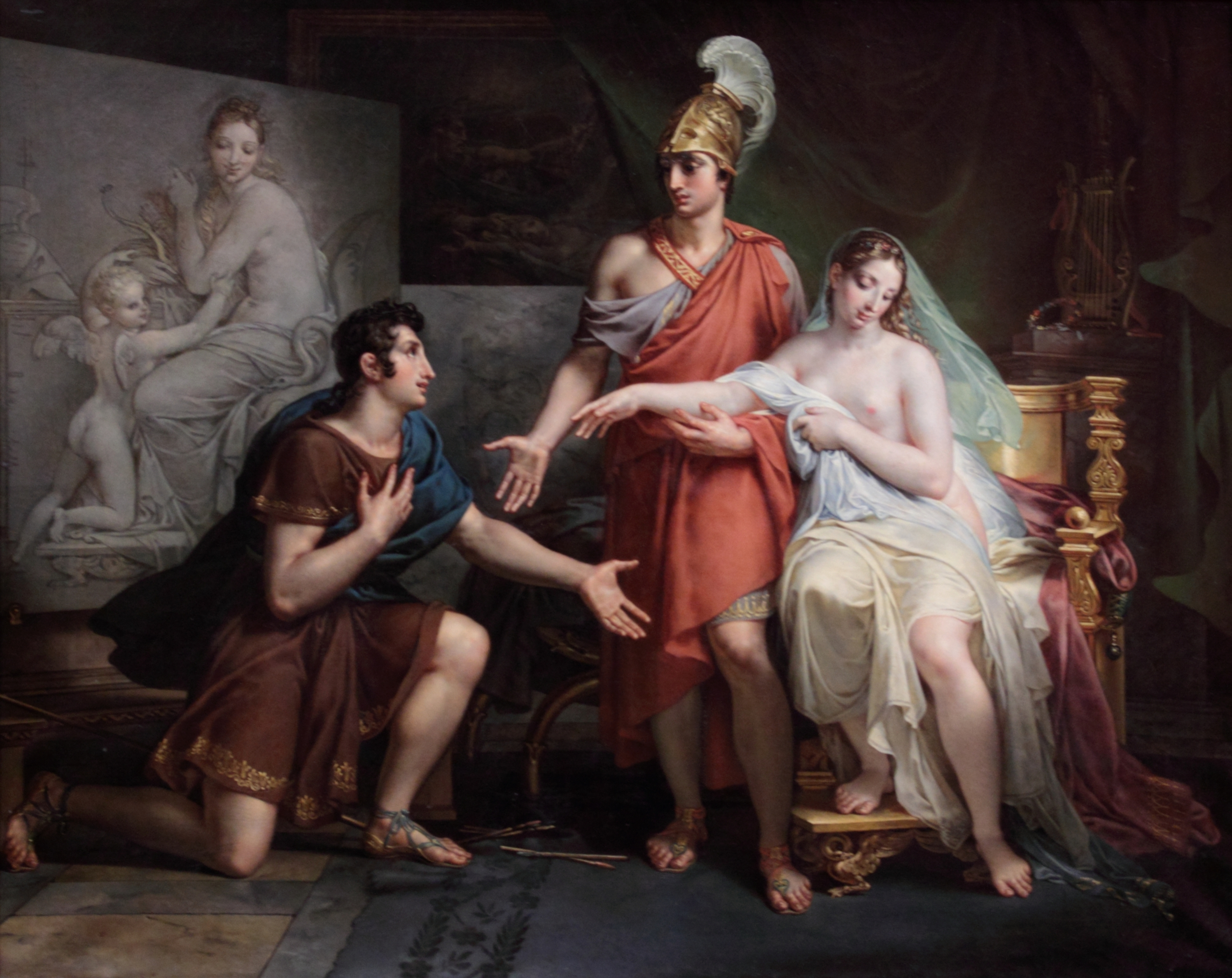
Alexandre le Grand cédant Campaspe à Apelle, Charles Meynier, musée des beaux-arts de Rennes (1822).

D'après Pline l'Ancien, Apelle, lorsqu'il exposait ses peintures à l'étal, avait coutume de se tenir derrière les tableaux et d'écouter les commentaires des passants. Il arriva un jour qu'un cordonnier critiquât la manière dont Appelle avait peint une sandale : dans la nuit qui suivit, l'artiste retoucha l’œuvre. Le cordonnier, constatant le lendemain les changements apportés, et fier de ce que son jugement ait ému le peintre, se mit à redire du dessin de la jambe ; alors Apelle se détacha de derrière son tableau et lança au passant : Sutor, ne supra crepidam (« Cordonnier, pas plus haut que la sandale ») ou Ne sutor ultra crepidam (« que le cordonnier ne juge pas au-delà de la sandale »). Ce proverbe est à l'adresse de ceux qui veulent parler en connaisseurs de choses qui ne relèvent pas de leur compétence, et a donné le néologisme ultracrépidarianisme.
Pline cite aussi le jugement qu'Apelle a porté sur Protogénès, à savoir qu'il savait terminer un tableau (quod manum de tabula scirat). C'est encore Pline qui évoque la pratique assidue qu'apportait le peintre à son art, ne laissant pas s'écouler un seul jour sans qu'il eût tracé fût-ce une ligne au pinceau : « Nulla dies sine linea ».

## Peinture et scepticisme
Sextus Empiricus rapporte une anecdote à propos d'Apelle : ne parvenant pas à peindre l'écume d'un cheval, il aurait jeté de colère son éponge à pinceaux sur le tableau, esquissant ainsi l'écume souhaitée. Cette anecdote illustre le parcours intellectuel de l'apprenti sceptique, qui atteint l'ataraxie au moment où il ne s'y attend pas : voulant parvenir à la tranquillité d'esprit, il recherche la certitude pour se reposer auprès d'opinions stables ; mais après avoir examiné à fond les opinions divergentes sur un sujet, il finit par renoncer et admet l'indécidabilité de ces opinions (« une chose n'est pas plus ceci que cela ») ; il consent alors à la suspension du jugement (épochè), ce qui lui procure accidentellement la tranquillité d'esprit qu'il recherchait.

« Il arrive au sceptique quelque chose de semblable à ce qui arriva au peintre Apelle, dont on dit que, peignant un cheval, et voulant représenter l’écume de cet animal, cela lui réussit si mal, que désespérant de son entreprise, il jeta contre son tableau l’éponge, dont il se servait pour nettoyer ses pinceaux : il arriva, dit-on, que cette éponge, ayant atteint le cheval, en représenta fort bien l’écume. Les premiers sceptiques de même espéraient de pouvoir parvenir à l’ataraxie, en jugeant au juste de la différence des choses qui s’aperçoivent par les sens, et de celles qui s’aperçoivent par l’entendement : mais n’ayant pu venir à bout de parvenir à rien de certain, ils s’arrêtèrent à l’épochè ; ils suspendirent leur jugement ; et aussitôt, par un bonheur inespéré, l’ataraxie suivit l’épochè comme l’ombre suit le corps. »

— Sextus Empiricus - Les Hipotiposes pirroniennes, livre I (trad. Claude Huart)
Cette analogie rappelle la dimension pratique du scepticisme, dont la fin était le bonheur, le doute n'en étant qu'un moyen.
On peut noter que Pyrrhon, le fondateur du scepticisme, était peintre lui aussi.

### Textes antiques sur Apelle
- Pline l'Ancien (trad. Émile Littré), « Livre XXXV, 36 », dans Histoire naturelle, Paris, Dubochet, Le Chevalier et Cie, 1850 (lire sur Wikisource).
- Lucien de Samosate (trad. Eugène Talbot), Qu’il ne faut pas croire légèrement à la délation, Paris, Hachette, 1866 (lire sur Wikisource).
- Sextus Empiricus (trad. Claude Huart), « Chap. X. Si les sceptiques détruisent les apparences des sens », dans Les Hipotiposes pirroniennes, livre premier, Amsterdam, 1725 (lire sur Wikisource).